# روبرت هورتون كاميرون
روبرت هورتون كاميرون (بالإنجليزية: Robert Horton Cameron) هو رياضياتي أمريكي، ولد في 1908، وتوفي في 1989.